# Катастрофа ATR 72 в Тайбеї
Катастрофа ATR 72 в Тайбеї — авіаційна катастрофа літака ATR 72 тайванської авіакомпанії TransAsia Airways, що відбулася 4 лютого 2015 в Тайбеї. Літак ATR-72-600 місцевої авіакомпанії TransAsia Airways з бортовим номером B-22816, що виконував внутрішній рейс 235 з аеропорту Суншань, адміністративного центру острова, на архіпелаг Цзіньмень в Тайванській протоці, незабаром після зльоту втратив керування, почав різке зниження з креном, ледь не зіткнувшись з будівлями, потім зачепив огорожу автомобільної естакади та таксі, що проїжджало в цей час по естакаді, після чого звалився в неглибоку річку Цзілун, що протікає поруч з шосе в околицях Тайбея.
З 58 пасажирів і 5 членів екіпажу загинула 43 особи і 15 поранено.

## Повітряне судно
Літак ATR 72-600 (72-212A), бортовий номер B-22816, серійний 1141, перший політ зробив 28 березня 2014 року, 15 квітня був переданий тайванській авіакомпанії TransAsia Airways. На момент катастрофи перебував в експлуатації 10 місяців.